# Чоптанк (река)
Чоптанк (на английски: Choptank River) е река, един от най-големите притоци на Чесапийкския залив и най-голямата река на полуостров Делмарва.
Дълга 114 км, тя води началото си в окръг Кент, Делауеър, минава през окръг Каролин, Мериленд, и образува по-голямата част от границата между окръг Талбът, Мериленд, на север, и окръг Карълайн и окръг Дорчестър на изток и на юг. Тя се намира на север от река Нантикок, а устието и се намира на юг от Ийст Бей. Кеймбридж, главният град на окръг Дорчестър и Дентън, главният град на Карълайн са разположени на нейния южен бряг.
Водосборният басейн на Чоптанк в щата Мериленд е 2600 км2, от които 580 км2 е открита вода (22%). Сушата, представляваща земеделска земя и е 1080 km2, или 48% от площта.
Струващият 155 милиона долара Хаят Регенси Чесапийк Бей Голф-курорт, Спа & Marina е разположен на източния бряг на реката в Кеймбридж, щата Мериленд. Завършен през 2002 г., курортът е единствен по рода си в средноатлантическите щати на САЩ.

## Течение
Река Чоптанк започва от Чоптанк Майлс, Делауеър, където Тайди Айлънд Крийк и Кълбърът Марш Дич се сливат. Реката се влива в Чесапийкския залив чрез много широко устие, простиращо се между Блекуолнът Пойнт на Tилман Айлънд и Кук Пойнт близо до Хъдсън, Мериленд. Тайди Айлънд Крийк и Кълбърът Марш Дич текат в западната част на окръг Кент, Делауеър. Цялата речна система на Чоптанк се намира в Крайбрежната низина. Реката се среща с морето близо до Дентън, Мериленд и водата и не е солена до около 2 мили (3.2км) под Дентън. Грийнсбъро, Мериленд на около 6 мили (9.7км) нагоре по реката от Дентън е началото на плавателност на реката.

## Плавателност
Реката е плавателна нагоре от Дентън, на около 45 мили нагоре по реката. Мостът в Кеймбридж ограничава трафика до 15 метра вертикално свободно пространство. В устието на реката е отбелязано мястото на излезлия от употреба зидан Фар, който се е намирал на сега изчезналия остров Шарп. Кнапс Нароус предлага пряк път на лодките идващи от север.

## Притоци
Основни притоци на Чоптанк са Тред Ейвън Ривър и Тукахо Крийк от северната страна и Кабин Крийк и Хънтинг Крийк от южната страна.
Има няколко малки притоци на северния бряг, включващи Харис Крийк, Броуд Крийк, Ириш Крийк, Айлънд Крийк, Ла Трейп Крийк, Болингрок Крийк, Майл Крийк, Кингс Крийк, Фордж Бранч и Бродуей Бранч. От южната страна малки потоци са Дженкинс Крийк, Уоруик Ривър, Марш Крийк, Скелетон Крийк, Мичъл Рън, Хог Крийк, Фоулинг Крийк, Робинс Крийк, Чърч Крийк, Уилистън Крийк, Уотс Крийк, Чапъл Бранч, Спринг Бранч, Грейвли Бранч и Кау Марш Крийк.